# 希思科特 (新澤西州)
希思科特（英語：Heathcote）是位於美國新澤西州米德爾塞克斯縣的普查規定居民點。

## 人口
根據2020年美國人口普查的數據，希思科特的面積為8.13平方千米，當中陸地面積為8.12平方千米，而水域面積為0.01平方千米。當地共有人口7154人，而人口密度為每平方千米879.95人。